# Chaby Pinheiro
António Augusto de Chaby Pinheiro mais conhecido por Chaby Pinheiro (Madalena, Lisboa, 12 de janeiro de 1873 — São Pedro de Penaferrim, Sintra, 6 de dezembro de 1933) foi um ator português.

## Biografia
António Augusto de Chaby Pinheiro nasceu em 12 de janeiro de 1873 em Lisboa, na freguesia da Madalena, e foi batizado nessa freguesia a 9 de fevereiro de 1873, como filho de Fortunato Emídio Duarte Pinheiro, natural de Lisboa (freguesia da Madalena), e Margarida Luísa Pereira d’Eça Chaby, natural de Lisboa (freguesia de Santo Estêvão).
[carece de fontes?] Estudou na Faculdade de Letras da Universidade de Lisboa mas não terminou a licenciatura. Trabalhou na Direcção-Geral dos Correios, Telégrafos e Faróis.

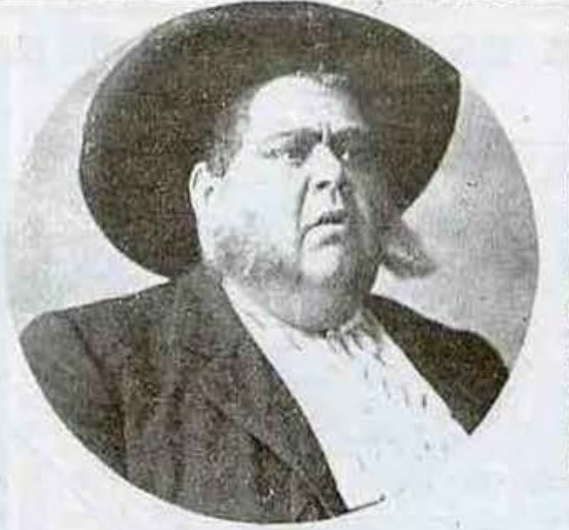
Chaby Pinheiro em Contemporanea - Clichês Furtado e Reis (1915)

O contacto com grandes vultos das artes e das letras fez despertar nele a vocação para o teatro. Iniciou-se profissionalmente na companhia teatral Rosas & Brasão em 10 de Outubro de 1896, fazendo parte do elenco da peça O Tio Milhões no Teatro Nacional D. Maria II.
Participou em grandes êxitos do teatro português, trabalhando em diversos géneros, incluindo a Revista. Representou em mais de 60 espectáculos, destacando-se em: Teresa Raquin (1896), de Émile Zola; A Casa das Bonecas (1899-1900), de Henrik Ibsen e A Maluquinha de Arroios (1916), de André Brun. Encenou três peças: O Amigo de Peniche (1920); A Vida de um Rapaz Gordo (1922), para a Companhia Cremilda-Chaby Pinheiro e O Leão da Estrela (1925), já na Companhia Chaby Pinheiro.
Casou civilmente, a 17 de março de 1918, com 44 anos, em Lisboa, com Jesuína Saraiva, filha ilegítima de José Francisco Pereira, natural de São Miguel do Outeiro (Tondela), e de Maria José de Oliveira, natural do Porto, freguesia de Santo Ildefonso.
No cinema apareceu em Lisboa, Crónica Anedótica (1930), de Leitão de Barros.
A sua representação foi condicionada pelo facto de ser obeso. Destacou-se essencialmente como cómico, tanto em Portugal como no Brasil. Em 1931 participou em Xá Bi Tudo, de Fernando Ávila, aquela que seria a sua última revista, retirando-se definitivamente da vida artística.
Chaby Pinheiro faleceu de hemorragia cerebral em 6 de dezembro de 1933, aos 60 anos, na Vivenda Jesuína de Chaby, que possuía com a mulher junto ao apeadeiro do Algueirão, então na freguesia de São Pedro de Penaferrim (atualmente Algueirão-Mem Martins), do concelho de Sintra. Não deixou descendência. Foi sepultado no Cemitério do Alto de São João.
As Memórias de Chaby Pinheiro foram publicadas postumamente, em 1938.

## Bibliografia

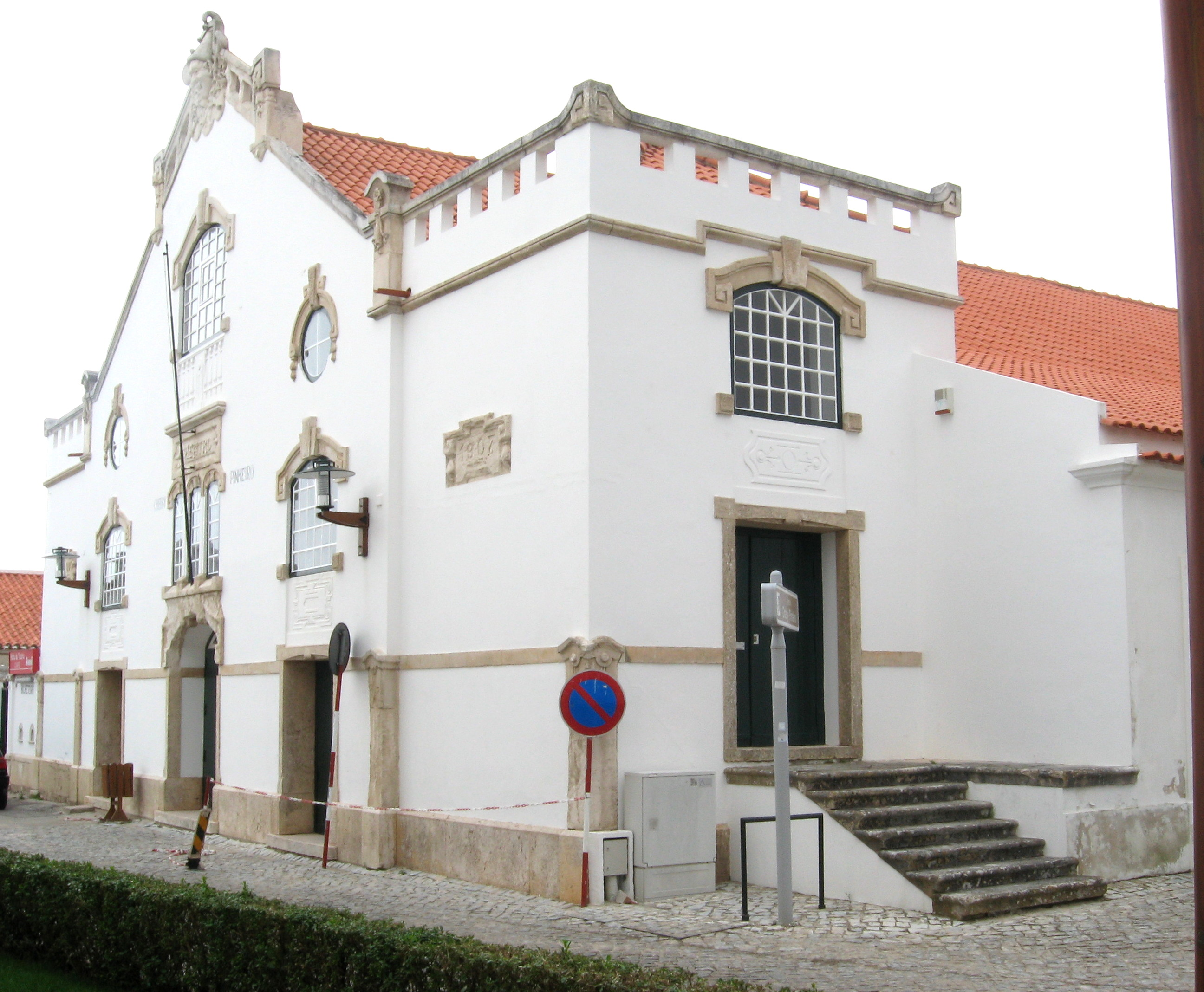
Teatro Chaby Pinheiro na Nazaré.

## Teatro
Algumas das suas 63 peças:
- O Tio Milhões (1896);
- Teresa Raquin (1899);
- A Casa de Boneca (1899-1900) de Henrik Ibsen com apresentações no Brasil;[11]
- A Maluquinha de Arroios (1916);
- Xá Bi Tudo (1931).[4]

## Filmografia
- Lisboa, Crónica Anedótica (1930, Documentário) de Leitão de Barros[1][4]

## Homenagens
- Teatro Chaby Pinheiro na Nazaré (MIM);[12]
- Foi condecorado com a Ordem de Santiago.[4]